# Gorile

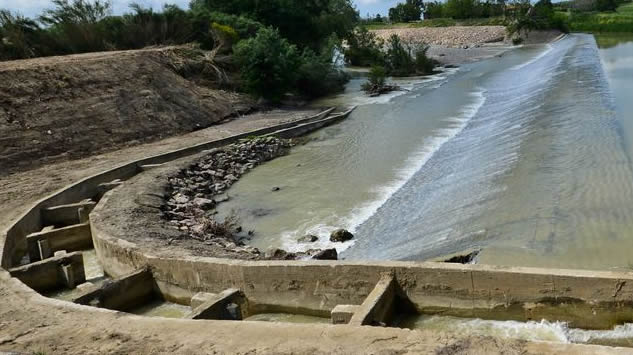
La Steccaia

Il Gorile è un canale artificiale situato tra Cecina e il comune di Montescudaio.

## Storia
Il canale fu costruito alla fine del XVI secolo, progettato dall'architetto Raffaele di Pagno e per volere del granduca Ferdinando I de' Medici, per portare l'acqua volta al funzionamento al complesso siderurgico della Magona di Cecina.
Il canale si alimenta dal fiume Cecina tramite da una diga costruita in pietrame, materiale laterizio e calce nella zona chiamata Steccaia. Nel primo tratto scorre in una galleria sotterranea che è sufficientemente ampia da consentire il passaggio di uomini in piedi, dopo scorre a cielo aperto, salvo precipitare in un breve canale di pietra per l'incontro con il botro Rio nei pressi di una pregevole architettura che è Casa Giustri.
Un tratto del Gorile arrivato a Cecina passa sotto la Magona (che era la sua destinazione funzionale) dopodiché prosegue sotto il poggio del palazzo Fitto di Cecina, fino alla ferriera della Latta, dopo di che raggiungeva il mare in località Cecinella.
Dopo la cessata attività della Magona, lo stabilimento Solvay di Rosignano Marittimo attinge acqua dal fiume Cecina attraverso la presa della Steccaia; il restante tratto del canale, che faceva confluire l'acqua al mare, è rimasto inutilizzato.